# Balmullo
Balmullo är en ort i Storbritannien.   Den ligger i kommunen Fife och riksdelen Skottland, i den norra delen av landet, 600 km norr om huvudstaden London. Balmullo ligger 43 meter över havet och antalet invånare är 1 085.
Terrängen runt Balmullo är platt. Runt Balmullo är det ganska tätbefolkat, med 172 invånare per kvadratkilometer. Närmaste större samhälle är Dundee, 10,6 km norr om Balmullo. Trakten runt Balmullo består till största delen av jordbruksmark.